# Badminton-Mannschaftseuropameisterschaft 2010 (Herren)
Bei der Badminton-Mannschaftseuropameisterschaft 2010 wurden die europäischen Mannschaftstitelträger bei den Herrenteams ermittelt. Die Titelkämpfe fanden vom 16. bis zum 21. Februar 2010 in Warschau statt. Sieger wurde Dänemark. Die Meisterschaft war gleichzeitig Qualifikationsturnier für den Thomas Cup 2010.

## Medaillengewinner
| Disziplin  | Gold     | Silber | Bronze      |
| ---------- | -------- | ------ | ----------- |
| Herrenteam | Dänemark | Polen  | Deutschland |

## Gruppe A
| Platz | Team     | Pld | W | L | MF | MA | MD  | GF | GA | GD  | PF  | PA  | PD   | Pts | Qualifikation |
| ----- | -------- | --- | - | - | -- | -- | --- | -- | -- | --- | --- | --- | ---- | --- | ------------- |
| 1     | Dänemark | 4   | 4 | 0 | 20 | 0  | +20 | 40 | 1  | +39 | 858 | 502 | +356 | 4   | Q             |
| 2     | Finnland | 4   | 3 | 1 | 13 | 7  | +6  | 27 | 14 | +13 | 781 | 723 | +58  | 3   |               |
| 3     | Kroatien | 4   | 2 | 2 | 9  | 11 | −2  | 20 | 24 | −4  | 773 | 811 | −38  | 2   |               |
| 4     | Island   | 4   | 1 | 3 | 6  | 14 | −8  | 13 | 30 | −17 | 689 | 814 | −125 | 1   |               |
| 5     | Ungarn   | 4   | 0 | 4 | 2  | 18 | −16 | 6  | 37 | −31 | 609 | 860 | −251 | 0   |               |

## Gruppe B
| Platz | Team       | Pld | W | L | MF | MA | MD  | GF | GA | GD  | PF  | PA  | PD   | Pts | Qualifikation |
| ----- | ---------- | --- | - | - | -- | -- | --- | -- | -- | --- | --- | --- | ---- | --- | ------------- |
| 1     | Polen      | 4   | 4 | 0 | 16 | 4  | +12 | 33 | 10 | +23 | 850 | 628 | +222 | 4   | Q             |
| 2     | England    | 4   | 3 | 1 | 17 | 3  | +14 | 34 | 11 | +23 | 903 | 659 | +244 | 3   |               |
| 3     | Spanien    | 4   | 2 | 2 | 9  | 11 | −2  | 22 | 22 | 0   | 797 | 817 | −20  | 2   |               |
| 4     | Österreich | 4   | 1 | 3 | 8  | 12 | −4  | 18 | 25 | −7  | 703 | 765 | −62  | 1   |               |
| 5     | Litauen    | 4   | 0 | 4 | 0  | 20 | −20 | 1  | 40 | −39 | 477 | 861 | −384 | 0   |               |

## Gruppe C
| Platz | Team         | Pld | W | L | MF | MA | MD  | GF | GA | GD  | PF  | PA  | PD   | Pts | Qualifikation |
| ----- | ------------ | --- | - | - | -- | -- | --- | -- | -- | --- | --- | --- | ---- | --- | ------------- |
| 1     | Niederlande  | 3   | 3 | 0 | 13 | 2  | +11 | 27 | 5  | +22 | 643 | 471 | +172 | 3   | Q             |
| 2     | Irland       | 3   | 2 | 1 | 8  | 7  | +1  | 19 | 16 | +3  | 649 | 577 | +72  | 2   |               |
| 3     | Estland      | 3   | 1 | 2 | 7  | 8  | −1  | 15 | 17 | −2  | 564 | 575 | −11  | 1   |               |
| 4     | Griechenland | 3   | 0 | 3 | 2  | 13 | −11 | 4  | 27 | −23 | 403 | 636 | −233 | 0   |               |

## Gruppe D
| Platz | Team        | Pld | W | L | MF | MA | MD  | GF | GA | GD  | PF  | PA  | PD   | Pts | Qualifikation |
| ----- | ----------- | --- | - | - | -- | -- | --- | -- | -- | --- | --- | --- | ---- | --- | ------------- |
| 1     | Deutschland | 3   | 3 | 0 | 15 | 0  | +15 | 30 | 2  | +28 | 660 | 436 | +224 | 3   | Q             |
| 2     | Tschechien  | 3   | 1 | 2 | 6  | 9  | −3  | 13 | 19 | −6  | 550 | 603 | −53  | 1   |               |
| 3     | Schottland  | 3   | 1 | 2 | 5  | 10 | −5  | 12 | 21 | −9  | 559 | 619 | −60  | 1   |               |
| 4     | Bulgarien   | 3   | 1 | 2 | 4  | 11 | −7  | 10 | 23 | −13 | 532 | 643 | −111 | 1   |               |

## Gruppe E
| Platz | Team     | Pld | W | L | MF | MA | MD  | GF | GA | GD  | PF  | PA  | PD   | Pts | Qualifikation |
| ----- | -------- | --- | - | - | -- | -- | --- | -- | -- | --- | --- | --- | ---- | --- | ------------- |
| 1     | Russland | 3   | 3 | 0 | 13 | 2  | +11 | 28 | 6  | +22 | 687 | 472 | +215 | 3   | Q             |
| 2     | Schweden | 3   | 2 | 1 | 11 | 4  | +7  | 24 | 8  | +16 | 631 | 462 | +169 | 2   |               |
| 3     | Slowakei | 3   | 1 | 2 | 4  | 11 | −7  | 10 | 22 | −12 | 451 | 608 | −157 | 1   |               |
| 4     | Italien  | 3   | 0 | 3 | 2  | 13 | −11 | 2  | 28 | −26 | 374 | 601 | −227 | 0   |               |

## Gruppe F
| Platz | Team       | Pld | W | L | MF | MA | MD  | GF | GA | GD  | PF  | PA  | PD   | Pts | Qualifikation |
| ----- | ---------- | --- | - | - | -- | -- | --- | -- | -- | --- | --- | --- | ---- | --- | ------------- |
| 1     | Ukraine    | 3   | 3 | 0 | 11 | 4  | +7  | 25 | 8  | +17 | 654 | 531 | +123 | 3   | Q             |
| 2     | Frankreich | 3   | 2 | 1 | 9  | 6  | +3  | 18 | 13 | +5  | 599 | 508 | +91  | 2   |               |
| 3     | Wales      | 3   | 1 | 2 | 9  | 6  | +3  | 18 | 15 | +3  | 573 | 591 | −18  | 1   |               |
| 4     | Portugal   | 3   | 0 | 3 | 1  | 14 | −13 | 4  | 29 | −25 | 488 | 684 | −196 | 0   |               |